# Vreli Jupiteri
Vreli Jupiteri su vrsta egzoplaneta koje su slične Jupiteru, ali za razliku od Jupitera orbitiraju bliže matičnoj zvezdi, do 0,5 astronomskih jedinica od nje. Zbog toga im je površinska temperatura visoka, po čemu su i dobili ime. Nebularna hipoteza o nastanku zvezdanih sistema nije predviđala formiranje gasovitih džinova toliko blizu centralnim zvezdama, pa su vreli Jupiteri smatrani neobjašnjenima, sve dok modeli formiranja zvezdanih sistema nisu dopunjeni hipotezom o planetarnoj migraciji.

## Osobine i detekcija
Svi vreli Jupiteri su planete najverovatnije sastava sličnog Jupiteru, tj. gasoviti džinovi. Za razliku od Jupitera čija orbita jeste na oko 5,2 astronomske jedinicie od Sunca, vreli Jupiteri orbitiraju blizu matične zvezde, do 0,5 astronomskih jedinica od nje. Tipični orbitalni periodi (dužine godine) na vrelim Jupiterima mere se danima. Posledica ovoga jeste da su njihove površinske temperature nekoliko puta veće od površinske temperature Jupitera. Vreli Jupiteri se najčešće otkrivaju oko Suncu sličnih zvezda iz spektralnih klasa F, G i K, dok su vrlo retko oko najtoplijih ili najhladnijih zvezda. Zbog blizine matičnoj zvezdi, vreli Jupiteri u svojoj atmosferi razvijaju jake vetrove koji utravnotežuju površinsku temperaturu na polovini planete okrenute ka zvezdi i polovini planete na kojoj je trenutno noć. Vreli Jupiteri naročito blizu matičnoj zvezdi, bliži od 0,02 astronomske jedinice gube značajan deo svoje mase usled pritiska zvezdanog vetra i zračenja zvezde, te usled visoke temperature površinskih slojeva. Pretpostavlja se da vreli Jupiteri nemaju satelita osim malih objekata asteroidne veličine, zbog jakih gravitacionih plimskih sila zvezde koja bi destabilisala takav sistem.
| Matična zvezda    | Masa (u masama Jupitera) | Orbitalni poluprečnik (u astronomskim jedinicama) | Orbitalni period (u danima) |
| ----------------- | ------------------------ | ------------------------------------------------- | --------------------------- |
| HD 75289          | 0,42                     | 0,046                                             | 3,51                        |
| 51 Pegasi         | 0,47                     | 0,05                                              | 4,23                        |
| HD 187123         | 0,52                     | 0,042                                             | 3,1                         |
| upsilon Andromeda | 0,68                     | 0,057                                             | 4,61                        |
| HD 217107         | 1,28                     | 0,04                                              | 7,11                        |
| tau Bootis        | 3,87                     | 0,046                                             | 3,31                        |

Načini detekcije vrelih Jupitera isti su kao načini detekcije drugih egzoplaneta, s tim da su često olakšani zbog njihovih osobina. Detekcija pomoću metoda radijalne brzine zvezde olakšana je jer bliski i masivni vreli Jupiter prouzrokuje da zvezda rotira oko zajedničkog centra mase sistema vreli Jupiter - zvezda koji se ne poklapa sa centrom zvezde. Olakšana je i fotometrijska detekcija, jer bliska i velika planeta ima značajnu šansu da tokom svoje revolucije dođe u položaj takav da pomrači deo zvezde za posmatrača sa Zemlje, što omogućava detekciju merenjem periodičnih promena sjaja zvezde. Moguće je da je zbog veće šanse da budu otkriveni u metodama najčešće korišćenim za detekciju egzoplaneta, trenutko otkriveno neproporcionalno mnogo vrelih Jupitera u odnosu na njihov pravi udeo u ukupnim egzoplanetama.

## Formiranje
Otkriće vrelih Jupitera nije bilo teorijski predviđeno, budući da je nebularna hipoteza kojom se objašnjava nastanak zvezdanih sistema predviđala mogućnost formiranja gasovitih džinova samo u hladnijim, udaljenijim delovima protoplanetarnog diska sa dovoljno materije u orbiti za postizanje mase reda Jupiterove. Na blizinama na kojima su detektovani vreli Jupiteri nije u protoplanetarnom disku mogli biti dovoljno materijala za njihovo formiranje usled jake gravitacije zvezde koja bi ga privukla. Takođe, toplota unutrašnjeg dela protoplanetarnog diska otežava agregaciju gasovitih komponenti planete, a uticaj zvezdanog vetra i radijacionog pritiska nakon otpočinjanja termonuklearnih reakcija na zvezdi dodatno otežava rast mlade planete. Važeća hipoteza o nastanku vrelih Jupitera zbog toga podrazumeva njihovo formiranje u udaljenijim i hladnijim delovima protoplanetarnog diska uz kasniju migraciju koja bi ih dovela do orbite bliske zvezdi.

Jedno od mogućih objašnjenja za razloge migracije dali su astronomi Daglas Lin i Peter Bodenhajmer sa Kalifornijskog univerziteta u Santa Kruzu i Derek Ričardson sa Univerziteta u Vašingtonu. Po njima postoje dva razloga za migraciju planete u unutrašnje oblasti protoplanetarnog diska nakon njenog formiranja. Prvi jeste to što planeta svojom gravitacijom na protozvezdi koja još uvek nije otpočela fuziju i koja brzo rotira napravi "izbočinu". Izbočina zbog brze rotacije "beži" od planete privlačeći pri tome planetu bliže protozvezdi. Pri približavanju zvezdi, planeta prolazi kroz unutrašnje oblasti protoplanetarnog diska koji deluje na planetu otpornom silom slično kao što tela na Zemlji bivaju usporena otporom vazduha. Otporni proces na kraju zaustavi planetu na njenoj konačnoj orbiti oko zvezde. Zbirni rezultat oba ova procesa jeste prenos momenta impulsa planete na protoplanetarni disk i protozvezdu. Sporedna posledica procesa jeste rast planete prilikom prolaska kroz unutrašnje delove protoplanetarnog diska, gravitacionim privlačenjem novog materijala.